# 丹霞梧桐
丹霞梧桐（学名：Firmiana danxiaensis）是梧桐科梧桐属下的一种落叶乔木。主要分布于中国广东丹霞山地区。是中国国家二级重点保护野生植物。
其种加词“danxiaensis”意为“广东仁化丹霞山的”。